# Deutsche Wildtier Stiftung
Die Deutsche Wildtier Stiftung ist eine gemeinnützige Stiftung des privaten Rechts mit Sitz in Hamburg. Sie setzt sich für den Schutz von Wildtieren ein und ist sowohl im Natur- und Artenschutz als auch in der Naturbildung aktiv. Initiiert wurde die Stiftung 1992 vom Hamburger Unternehmer Haymo Rethwisch.

## Geschichte

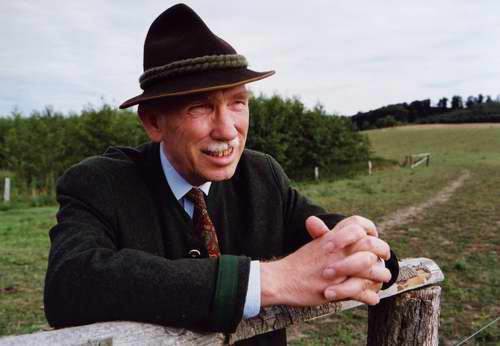
Gründer Haymo Rethwisch (1938–2014)

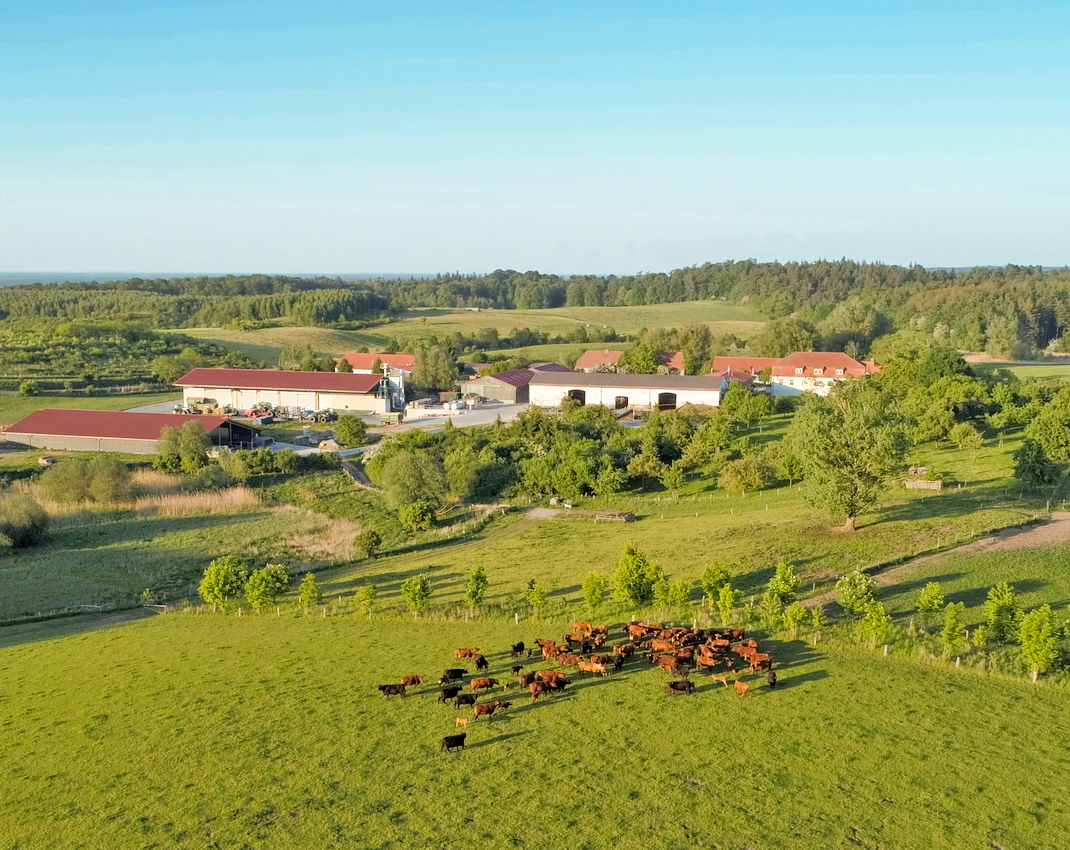
Gut Klepelshagen (2019)

Im Laufe der Jahre erwarb der Hamburger Unternehmer Haymo Rethwisch zunächst rund 130 Hektar Land im niedersächsischen Fintel, die er „in Lebensräume für Wildtiere umgestaltete“. Dabei setzte er auf ökologische Land- und wildtierfreundliche Forstwirtschaft. Mitte der 1990er-Jahre kamen rund 2000 Hektar Land in Klepelshagen in der Uckermark hinzu. 1997 verkaufte Rethwisch sein Unternehmen an den Haniel-Konzern und konzentrierte sich fortan gänzlich auf den Schutz von Wildtieren. Die dazu bereits 1992 gegründete unternehmensnahe „boco-Stiftung“ wurde 1999 in Deutsche Wildtier Stiftung umbenannt, „um sein Lebenswerk zu schützen“.
Mit einem Eigenkapital von 45 Millionen Mark gehörte die Deutsche Wildtier Stiftung von Beginn an zu den europaweit größten Stiftungen in ihrem Bereich. Auf den Flächen in Fintel und Klepelshagen wurden zunächst „Forschungsstationen“ betrieben, um die Grundlagen für eine nachhaltig „wildtierfreundliche“ Land- und Forstwirtschaft zu schaffen. Dort kümmerten sich Wissenschaftler beispielsweise um die Erfassung und Kartierung des Bestandes an Wildtieren und Pflanzen. Zudem rief die Deutsche Wildtier Stiftung einen mit bis zu 50.000 Euro dotierten Forschungspreis ins Leben, um „anwendungsorientierte wildtierökologische Forschung“ zu unterstützen. Es folgten weitere Projekte. 2006 gewann man den ehemaligen Bundespräsidenten Roman Herzog als Schirmherr.
Das 2013 von Haymo Rethwisch gegründete „Forum Bildung Natur“ ging 2015 in der Abteilung Naturbildung der Deutschen Wildtier Stiftung auf. Von 2016 bis 2018 war die Deutsche Wildtier Stiftung mit dem Förderverein des Nationalparks Boddenlandschaft zu gleichen Teilen an einer gemeinnützigen Gesellschaft beteiligt, die Tier- und Naturfilme in Deutschland unterstützt. Sie engagiert sich weiterhin in diesem Bereich, beispielsweise durch die Finanzierung des 2019 erschienenen Kinofilms „Die Wiese – Ein Paradies nebenan“.
2010 wurde Fritz Vahrenholt auf Bitten Rethwischs in das Kuratorium der Deutschen Wildtier Stiftung berufen. Zu diesem Zeitpunkt war Vahrenholt Vorsitzender des Vorstands von RWE Innogy. Nach seinem Wechsel in den Aufsichtsrat von RWE Innogy übernahm Vahrenholt 2012 als alleiniger Vorstand die Leitung der Deutschen Wildtier Stiftung. Rethwisch zog sich in das Kuratorium zurück und verstarb im Jahr 2014. Die Nachfolge trat seine Witwe Alice Rethwisch an, die 2022 für ihr Engagement das Bundesverdienstkreuz erhielt. Im Dezember 2019 trennte sich die Stiftung von Fritz Vahrenholt als Vorstand, nachdem es zu „Meinungsverschiedenheiten über die Positionierung der Stiftung in der aktuellen klimapolitischen Diskussion“ gekommen war. Vahrenholt hatte öffentlich wiederholt Zweifel daran geäußert, dass der Mensch für den Klimawandel hauptverantwortlich sei und in der „Klimaskeptiker“-Szene nahe stehenden Veröffentlichungen und Auftritten klimawissenschaftliche Erkenntnisse geleugnet; die Klimadebatte nannte er „hysterisch“. Zum neuen Vorstand der Stiftung wurde im Dezember 2019 Jörg Soehring, bisher Mitglied des Präsidiums, ernannt. Seit Januar 2021 war der Wildtierbiologe Klaus Hackländer zunächst Vorstandsvorsitzender, seit September 2022 ist er alleiniger Vorstand.

## Organisation

### Standorte
Seit Juli 2024 ist der Sitz der Stiftung im Holz-Hochhaus „Roots“ in der Hamburger HafenCity angesiedelt. Im August 2024 eröffnete sie dort die Botschaft der Wildtiere mit einer Ausstellung auf 2200 Quadratmetern, einer Lernwerkstatt und einem Kino für Naturfilme.
Zusätzlich unterhält sie eine Niederlassung am Pariser Platz in Berlin-Mitte. Dritter Standort der Deutschen Wildtier Stiftung ist das Gut Klepelshagen in der Uckermark, das als Modellbetrieb für Landwirtschaft, Forstwirtschaft und Jagdbetrieb ökonomische Ziele mit den Ansprüchen von Wildtieren verbinden soll.

### Gremien
Die Geschäfte der Deutschen Wildtier Stiftung führt ein hauptamtlicher Vorstand. Seit September 2022 ist dies Klaus Hackländer. Die Arbeit des Vorstands wird von einem ehrenamtlichen Kuratorium kontrolliert, das aus mindestens drei und maximal 20 Personen besteht. Das Kuratorium wählt aus seiner Mitte drei bis fünf Mitglieder in das Präsidium. Diesem Gremium gehören derzeit Johann-Matthias Graf von der Schulenburg als Vorsitzender, Jörg Soehring als sein Stellvertreter, Barbara Makowka und Christian Scharff an. Alice Rethwisch ist Ehrenpräsidentin (Stand: 2025).

### Finanzen
Das Stiftungskapital belief sich Ende 2024 auf 114,5 Millionen Euro. Darüber hinaus verfügte die Deutsche Wildtier Stiftung über Rücklagen von 32,7 Millionen Euro. Davon entfielen 8,8 Millionen Euro auf die jährlich wachsende Kapitalerhaltungsrücklage, die den durch Inflation bedingten Wertverlust des Stiftungskapitals ausgleicht. Die Stiftung wählt nach eigener Aussage eine „konservative“ Strategie bei der Anlage des Stiftungskapitals.
Im Jahr 2024 stammte die überwiegende Mehrheit der Einnahmen aus der Vermögensverwaltung (58 %). Dazu kamen Spenden, Erbschaften, Bußgelder (19 %), Zuschüsse und Förderungen (11 %) sowie sonstige Erträge (12 %). Die Aufwendungen verteilten sich auf konkrete Aktivitäten im Naturschutz und der Naturbildung (85 %) sowie allgemeine Verwaltungskosten (15 %). Die Projektausgaben im Naturschutz und der Naturbildung überstiegen die Spendeneinnahmen um ein Vielfaches.
Die Deutsche Wildtier Stiftung hat sich der Initiative Transparente Zivilgesellschaft angeschlossen und die erforderlichen Angaben veröffentlicht.

### Beteiligungen
Die Deutsche Wildtier Stiftung ist Gesellschafterin der Klepelshagener Handels- und Beteiligungsgesellschaft sowie der Billbrook Grundstücks- und Beteiligungsgesellschaft, deren Zweck im Wesentlichen die Verwaltung von Vermögen ist. Eine weitere Beteiligung besteht am Schullandheim in Gehren („Haus Wildtierland“). Alice Rethwisch ließ das ehemalige Landschulheim mit privaten Investitionen in Millionenhöhe sanieren.

### Kooperationen
Die Deutsche Wildtier Stiftung arbeitet mit diversen staatlichen und nichtstaatlichen Organisationen zusammen, dazu zählen beispielsweise die Bundesanstalt für Materialforschung und -prüfung, die Hamburger Behörde für Schule und Berufsbildung, der Hamburger Verkehrsverbund (HVV), die Initiative „Wildnis in Deutschland“, der Bund für Umwelt und Naturschutz Deutschland, die Naturstiftung David, die Senckenberg Gesellschaft für Naturforschung, die Leuphana Universität Lüneburg, die AG Feldhamsterschutz, der Deutsche Jagdverband, der Tierpark Hagenbeck, die Loki Schmidt Stiftung und das Leibniz-Institut für Zoo- und Wildtierforschung sowie der Verein für Landschaftspflege und Artenschutz in Bayern (VLAB).
Sie ist, wie andere Umwelt- und Naturschutzorganisationen auch, in der Lobbyliste des Deutschen Bundestags eingetragen.

## Schwerpunkte und Positionen

### Wildtiere
Die Stiftung versucht, Wildtiere vor dem Aussterben zu bewahren. Hierfür betreibt sie eine Vielzahl von Schutz- und Forschungsprojekten, die sich bestimmten Arten oder Lebensräumen widmen, wie zum Beispiel dem Feldhamster, dem Luchs, dem Schreiadler, dem Waldrapp und der Wildkatze. Ihr Einsatz für Wildbienen erreichte eine breite Öffentlichkeit. In Berlin etwa hat sie zusammen mit der Senatsverwaltung für Umwelt, Verkehr und Klimaschutz und den Berliner Bezirken das Projekt „Mehr Bienen für Berlin – Berlin blüht auf!“ initiiert, bei dem in allen zwölf Bezirken Wildbienen-Blühstreifen auf öffentlichen Grün- und Freiflächen angelegt werden. Gemeinsam mit Wall, einem Vermarkter analoger und digitaler Werbeflächen, hat die Stiftung seit 2022 in Hamburg Dächer von Fahrgastunterständen bepflanzt und in Zusammenarbeit mit dem Hamburger Verkehrsverbund an S- und U-Bahnhaltestellen Wildblumenflächen angelegt, damit Wildbienen und andere Insekten diese Klein-Biotope nutzen können. Zu den bereits abgeschlossenen Projekten zählen zum Beispiel ein Forschungsprojekt zum Schwarzspecht und das Projekt „Rotmilan – Land zum Leben“, das im Rahmen des Bundesprogramms Biologische Vielfalt durch das Bundesamt für Naturschutz gefördert wurde. Seit 2024 wertet die Stiftung gemeinsam mit weiteren Partnern in Mecklenburg-Vorpommern und Brandenburg Brut- und Nahrungsgebiete des Schreiadlers auf, um die Bruterfolge dieser bedrohten Adlerart zu erhöhen. Brutbäume und -wälder sollen langfristig gesichert werden. Das Projekt, an dem unter der Federführung der Deutschen Wildtier Stiftung auch weitere Organisationen beteiligt sind, wird vom Bundesamt für Naturschutz und dem Bundesministerium für Umwelt, Klimaschutz, Naturschutz und nukleare Sicherheit mit über neun Millionen Euro bis Ende 2028 gefördert.
Die Stiftung ergreift auch Partei in der Jagdpolitik. So protestierte sie beispielsweise 2019/2020 mit einer Kampagne für die Abschaffung der gesetzlich vorgegebenen Rotwildbezirke in Baden-Württemberg, wo Rothirsche nur auf vier Prozent der Landesfläche leben dürfen. Die Stiftung ruft jährlich ihre Spender zur Wahl „Tier des Jahres“ auf, um mehr Aufmerksamkeit auf einzelne Arten und deren Lebensräume zu lenken oder um auf Mensch-Tier-Konflikte aufmerksam zu machen.

### Lebensräume
Die Stiftung setzt sich dafür ein, Lebensräume für Wildtiere zu schaffen und zu erhalten. Im Nordosten Deutschlands wurden der Stiftung von der Bundesregierung elf Flächen aus dem Nationalen Naturerbe übertragen, auf denen die bereits vorhandenen naturnahen Wälder sich selbst überlassen bleiben. Insgesamt schützt die Deutsche Wildtier Stiftung rund 8200 Hektar Wälder, Felder, Wiesen und Moore. Sie ist Teil der Initiative „Wildnis in Deutschland“, einem Zusammenschluss zahlreicher Naturschutzverbände, die sich für mehr Wildnisgebiete engagieren. Anfang 2022 erwarb die Stiftung mit Mitteln des Wildnisfonds, einem Förderprogramm des Bundesumweltministeriums, eine 500 Hektar große Fläche im Aschhorner Moor bei Stade. Dort entsteht ein neues Wildnisgebiet. Darüber hinaus erwirbt die Stiftung auch Flächen, auf denen sie eine nicht nur ökologische, sondern auch wildtierfreundliche Landnutzung umsetzt. Das Gut Klepelshagen ist dafür Modell.

### Bildung
Die Stiftung möchte Menschen für Natur und Wildtiere begeistern, etwa durch kindgerechte Websites und Angebote zur Naturerfahrung für Schüler und Kinder im Vorschulalter. Im Laufe der Jahre wurde ein praxisorientierter Dialog zwischen Anbietern in den Bereichen Naturbildung, Wissenschaft und Eltern etabliert. Anlass war eine Studie, die vor allem in Großstädten aufwachsenden Kindern einen fehlenden Kontakt zur Natur attestierte. Zu den konkreten Maßnahmen zählen unter anderem pädagogische Materialien zu gefährdeten Tierarten, naturpädagogische Fortbildungen, Kooperationen mit Kindergärten, Ausstellungen Naturtheater-Angebote und einen Podcast für Kinder zu Wildtieren verschiedener Lebensräume.

### Botschaft der Wildtiere
Die „Botschaft der Wildtiere“ versteht sich als zentraler Ort der Umweltbildung rund um heimische Wildtiere. Eine Dauerausstellung bietet umfassende Einblicke in die Vielfalt der heimischen Tierarten und deren ökologische Bedeutung. An interaktiven Stationen können Kinder und Erwachsene spielerisch lernen und erleben. Exponate und multimediale Elemente sensibilisieren für die Gefährdung vieler Arten und zeigen, was jeder Einzelne zum Schutz der Tierwelt beitragen kann. Zur Botschaft der Tiere gehört zudem eine Lernwerkstatt, in der Grundschulklassen zu verschiedenen Themen forschen können. Im Naturfilmkino der Botschaft findet wöchentlich der „Naturfilm-Mittwoch“ statt. Gezeigt wird jeweils ein Dokumentarfilm rund um europäische Wildtiere, in der Regel sind Wissenschaftler oder Filmschaffende für anschließende Diskussionen vor Ort. Das Kino ist Austragungsort der European Wildlife Film Awards (EWFA).

### Klimawandel und Erneuerbare Energien

#### Klimawandel und Windenergie
Seit dem Ausscheiden von Fritz Vahrenholt aus der Deutschen Wildtier Stiftung (2019) spielt der Klimawandel in der Stiftung keine besondere Rolle mehr. Sie spricht sich für den Ausbau der erneuerbaren Energien aus, unterstreicht jedoch, dass bei der Standortwahl für die entsprechenden Anlagen die Belange des Natur- und Artenschutzes zu berücksichtigen seien. Insbesondere Waldgebiete sowie Vogelschutzgebiete, die den Erhalt kollisionsgefährdeter Brutvogelarten zum Schutzzweck haben, seien nicht geeignet.
Die Stiftung fordert – anders als die Umweltschutzorganisationen BUND und NABU – ein generelles (also vom Waldtyp und der Natürlichkeit unabhängiges) Verbot für Windkraftanlagen in Wäldern oder an Waldrändern sowie in geschützten Gebieten. Zu ihren weiteren Forderungen gehören besondere Rücksicht auf Brutplätze und eine grundsätzliche Aufwertung des Artenschutzes im Konfliktfall. Der Biologe Klaus Richarz hat in den Jahren 2014 und 2016 Studien verfasst, die den Wert des Waldes als Lebensraum genauer darlegen und den Forderungen der Stiftung Nachdruck verleihen sollen. Wegen des Engagements des damaligen Vorstandsvorsitzenden Vahrenholt in der „Klimaskeptiker“-Szene wurden diese Aktivitäten heftig kritisiert (siehe Abschnitt „Kontroversen“).

#### Biomasse
Die Stiftung engagierte sich von 2019 bis 2024 mit weiteren Akteuren aus den Bereichen Naturschutz, Jagd und Energiewirtschaft im „Netzwerk Lebensraum Feldflur“. Die Partner suchten gemeinsam nach Wegen, wie die Energieerzeugung aus Biomasse besser mit dem Arten- und Naturschutz verknüpft werden kann. Mischungen aus verschiedenen heimischen Wildpflanzenarten zur Biogasgewinnung sollten als ökologisch notwendige Ergänzung zu konventionellen Energiepflanzen in der landwirtschaftlichen Praxis etabliert werden.

## Kontroversen

### Globale Erwärmung, Vahrenholt
Die Wochenzeitung Kontext veröffentlichte zwei Artikel, in denen sie die Arbeit der Deutschen Wildtier Stiftung kritisierte. Die Zeitung bemängelte die Anstrengungen der Stiftung, den Bau von Windrädern in Wäldern zu verhindern, während sie gleichzeitig die Abholzung des Hambacher Forsts ignoriere. Dies wurde unter anderem darauf zurückgeführt, dass Fritz Vahrenholt ehemaliger RWE-Vorstand war, es gemeinsame Projekte zwischen der Deutschen Wildtier Stiftung und RWE gegeben habe und RWE der Stiftung im Jahr 2017 Geld überwies. Die Stiftung veröffentlichte später ein Pressestatement, in dem sie diese Zahlung auf 1000 € bezifferte. Die Stiftung gab an, die Spenden würden ausschließlich Projekten zufließen. Kritisiert wurde auch die Nutzung der Stiftung zu Zwecken des Kampfes gegen den Ausbau der Windenergie in der Vorstandszeit Vahrenholts vor dem Hintergrund seiner umstrittenen Positionen im Zusammenhang der Leugnung der menschengemachten globalen Erwärmung und den Verflechtungen mit RWE. Vahrenholt selbst sagte im Jahr 2012 zu seiner Motivation, für die Stiftung zu arbeiten: „Ich habe mich gefragt, was ich zur Stiftung beitragen kann. Ich möchte sie bundesweit als Marke positionieren. Durch meine Kontakte zur Industrie und einzelnen Unternehmen kann ich finanzstarke potenzielle Sponsoren ansprechen. Sie können sich engagieren, ohne gleich eine gesellschaftspolitisch kontroverse Debatte führen zu müssen.“ Andere Umweltverbände hätten sich vollends der Energiewende verschrieben und würden sich deshalb bei Konflikten mit dem Naturschutz zurückhalten.
Die Deutsche Wildtier Stiftung hat auf lokaler Ebene klageberechtigte Verbände bei ihrem juristischen Vorgehen gegen einzelne Projekte unterstützt, wie die in Hessen angesiedelte „Naturschutzinitiative e. V.“. Die Naturschutzinitiative ihrerseits unterstützt wiederum einzelne Bürgerinitiativen, wie Pro Limpurger Berge in Michelbach bei Schwäbisch Hall oder Windkraftfreier Odenwald im Odenwaldkreis (Stand 10/2018). Im Jahresbericht 2016 schrieb die Stiftung, dass sich 800 Bürgerinitiativen in Deutschland gegen die Windenergie engagierten, und bezeichnete diese als „neue Naturschutzbewegung“. Die Publikationen würden durch „Zigtausende aus den Bürgerinitiativen“ verfolgt und in „ihre Netzwerke eingespeist“. Die Deutsche Wildtier Stiftung veranstaltete im Jahr 2016 einen „Parlamentarischen Abend“ zum Thema „Windkraft und Naturschutz“. Patrick Moore hielt einen Vortrag und wurde im Geschäftsbericht der Stiftung mit der Forderung zitiert, dass die Umweltbewegung sich wieder auf ihre ursprünglichen Ziele besinnen solle, denn die Umweltbewegungen träten heute „häufig wie Lobbyisten für die natur- und artenbedrohende Energiewende auf“.
Im Kontext der Entlassung des langjährigen Vorsitzenden Fritz Vahrenholt schrieb Ansgar Graw 2019 in Die Welt, dass mindestens drei der 15 Kuratoriumsmitglieder bereits aus Solidarität mit Vahrenholt zurückgetreten seien, darunter auch Arnold Vaatz, Bundestagsabgeordneter der CDU und Mitglied des Berliner Kreises in der Union. Laut der Zeitung soll der ehemalige Vorstand der E.ON AG, Rainer Frank Elsässer, seine Entscheidung, sein Vermögen der Stiftung zu vererben, zurückgezogen haben. Er habe ebenfalls eine Unterstützung in Höhe von 50.000 Euro für ein Projekt gestoppt.
Michael Miersch, ehemaliger Geschäftsführer der Stiftung mit Zuständigkeit für „Kommunikation & Bildung“, gab der Bild-Zeitung im März 2017 ein Interview, in dem er sich gegen „Klima-Hysterie“ aussprach. Als Vertreter der Stiftung gab er der Global Warming Policy Foundation im November 2017 ein Interview unter der Überschrift „Wie die Energiewende Wildtiere und Wälder zerstört“.

### Tier des Jahres
Jürgen Lessat warf der Stiftung 2018 vor, dass RWE mit der Haselmaus, dem Tier des Jahres 2017, für ein RWE-Wildumsiedlungsprojekt am Tagebau Garzweiler geworben und die Stiftung dieses Projekt begleitet habe.

### Mähtod von Rehkitzen
Erik Hecht warf der Stiftung, die für Unterstützung zur Vermeidung des Mähtods von Rehkitzen wirbt, 2018 in der Frankfurter Allgemeinen Zeitung vor, sie habe die Zahl von 100.000 Rehkitzen, die jährlich auf deutschen Wiesen sterben würden, erfunden. Nach Angaben der Deutschen Wildtier Stiftung wird diese Zahl jedoch mittlerweile durch die rückgemeldeten Daten von Teams der Rehkitzrettung untermauert, die im Schnitt pro 100 Hektar Grünfläche 12 Rehkitze bergen.

## Auszeichnungen
- 2022: „Seitenstark-Gütesiegel Digitale Kindermedien“ für Wildtierfreund.de, die Website der Stiftung für Kinder; Auszeichnung von Seitenstark e. V. und Bundesministerium für Familie, Senioren, Frauen und Jugend[122]
- 2023: Edmond-Blanc-Preis des Internationalen Rates zur Erhaltung des Wildes und der Jagd für das Gut Klepelshagen[44]